# Max Fränkel
Max Fränkel, född den 11 mars 1846 i Landsberg an der Warthe, död den 10 juni 1903 i Berlin, var en tysk klassisk filolog och epigrafiker. Han var far till Hermann Fränkel.
Fränkel studerade klassisk filologi i Berlin och promoverades till filosofie doktor 1873. Den 1 april 1875 blev han  bibliotekarie vid Berlins museer (till 1890). Bearbetningen av de antika inskrifterna från Pergamon överlämnades åt honom. Fränkel var dock endast intresserad av texterna, inte av stenarna. Undersökningen av dem tog Ernst Fabricius hand om.